# Liste der Landschaftsschutzgebiete im Landkreis Roth
Im Landkreis Roth gibt es drei Landschaftsschutzgebiete.(Stand: November 2018)

## Hinweise zu den Angaben in der Tabelle
- Gebietsname: Amtliche Bezeichnung des Schutzgebietes
- Bild/Commons: Bild und Link zu weiteren Bildern aus dem Schutzgebiet
- LSG-ID: Amtliche Nummer des Schutzgebietes
- WDPA-ID: Link zum Eintrag des Schutzgebietes in der World Database on Protected Areas
- Wikidata: Link zum Wikidata-Eintrag des Schutzgebietes
- Ausweisung: Datum der Ausweisung als Schutzgebiet
- Gemeinde(n): Gemeinden, auf denen sich das Schutzgebiet befindet
- Lage: Geografischer Standort
- Fläche: Gesamtfläche des Schutzgebietes in Hektar
- Flächenanteil: Anteilige Flächen des Schutzgebietes in Landkreisen/Gemeinden, Angabe in % der Gesamtfläche
- Bemerkung: Besonderheiten und Anmerkungen

Bis auf die Spalte Lage sind alle Spalten sortierbar.
| Gebietsname | Bild/Commons   | LSG-ID       | WDPA-ID | Wikidata  | Ausweisung | Gemeinde(n) | Lage     | Fläche ha | Flächenanteil | Bemerkung |
| --- | -------------- | ------------ | ------- | --------- | ---------- | ----------- | -------- | --------- | --- | --------- |
| Schutz des Landschaftsraumes im Gebiet des Landkreises Roth - Südliches Mittelfränkisches Becken westlich der Schwäbischen Rezat und der Rednitz mit Spalter Hügelland, Abenberger Hügelgruppe und Heidenberg (LSG West) | weitere Bilder | LSG-00427.01 | 395935  | Q25340132 | 1989       |             | Position | 14546,56  | Landkreis Roth (100,0 %) |           |
| Schutz des Landschaftsraumes im Gebiet des Landkreises Roth - Südliches Mittelfränkisches Becken östlich der Schwäbischen Rezat und der Rednitz mit Vorland der Mittleren Frankenalb (LSG Ost)                           | weitere Bilder | LSG-00428.01 | 395936  | Q25340133 | 1989       |             | Position | 25348,33  | Landkreis Roth (100,0 %) |           |
| Schutzzone im Naturpark Altmühltal | weitere Bilder | LSG-00565.01 | 396115  | Q23787649 | 1995       |             | Position | 163135,05 | Ingolstadt (0,1 %), Landkreis Eichstätt (36,3 %), Landkreis Neuburg-Schrobenhausen (4,0 %), Landkreis Kelheim (8,7 %), Landkreis Neumarkt in der Oberpfalz (8,2 %), Landkreis Regensburg (1,5 %), Landkreis Roth (6,4 %), Landkreis Weißenburg-Gunzenhausen (22,8 %), Landkreis Donau-Ries (11,8 %) |           |